# Efigênia dos Santos Lima Clemente
Efigênia Mariquinhas dos Santos Lima Clemente là một thành viên của Quốc hội Liên minh châu Phi từ Angola, bắt đầu vào năm 2004.